# Pitre (comics)
Pour les articles homonymes, voir Pitre.
Le Pitre (The Jester en version originale), de son vrai nom Jonathan Powers, est un super-vilain faisant partie de l'univers de Marvel Comics. Il fit sa première apparition dans Daredevil #42, en juillet 1968.

## Origines
Né à Hoboken au New Jersey, Jonathan Powers est un acteur de théâtre, sportif mais très peu doué dans l'art de la comédie. Sa carrière est peu glorieuse et il se retrouve à animer une émission pour jeunes enfants à New York.
Powers contacte le Bricoleur qui lui fabrique un costume spécial et il se lance dans le crime sous le nom du Pitre, sous l'apparence d'un bouffon. Il est arrêté plusieurs fois par Daredevil.
Il tente de relancer sa carrière de comédien mais échoue.

## Pouvoirs
- Le Pitre ne possède aucun super-pouvoir, mais il est un escrimeur, acrobate et un lutteur entraîné.
- Son costume recèle de nombreuses poches secrètes, où il stocke des armes spéciales dont des billes explosives, des yo-yo tranchants, des bombes, un taser et une matraque.

## Jody Putt, le second Pitre
Lors du cycle Civil War, un dénommé Jody Putt prend le costume du Pitre et se lance aux trousses de Spider-Man avec Jack O'Lantern. Les deux criminels sont tués par le Punisher.